# Посёлок Льнозавода (Красноярский край)
Льнозаво́да — упразднённый посёлок в Саянском районе Красноярского края. Входил в состав Агинского сельсовета. В 2025 году посёлок включён в состав села Агинское.

## Население
| 2010 |
| ---- |
| 48   |